# 墨巴本燕子足球會
墨巴本燕子足球會（Mbabane Swallows Football Club）是一支位於斯威士蘭墨巴本的職業足球會，目前於斯威士蘭足球超級聯賽角逐。
墨巴本燕子足球會曾贏得 5 次斯威士蘭足球超級聯賽及3次斯威士蘭盃。

## 成就
- 斯威士蘭足球超級聯賽： 5

1993, 2005, 2009, 2012, 2013.
- 斯威士蘭盃： 3

1986, 2006, 2013.
- 斯威士蘭慈善杯： 3

1993, 1999, 2004.
- 斯威士蘭交易會杯： 3

1997, 1999, 2007.

## 在非洲足球協會比賽表現
- 非洲聯賽冠軍盃： 5 次

1998 - 預賽
2006 - 預賽
2010 - 預賽
2014 - 預賽
2015 - 預賽
- 非洲球會冠軍盃： 1 次

1994 - 預賽
- 非洲足球協會盃： 1 次

1995 - 第一輪
- 非洲優勝者杯： 1 次

1987 - 預賽

## 外部連結
- Team profile （页面存档备份，存于） - Premiere League of Swaziland Official website